# الصافيه عمد (الشرية)

تعديل مصدري - تعديل

الصافيه عمد هي إحدى قرى عزلة آل غنيم بمديرية الشرية التابعة لمحافظة البيضاء، بلغ تعداد سكانها 194 نسمة حسب تعداد اليمن لعام 2004.